# Amanita pseudoporphyria
Amanita pseudoporphyria é um fungo que pertence ao gênero de cogumelos Amanita na ordem Agaricales. Originalmente descrito no Japão, também pode ser encontrado no norte da Índia, Tailândia e Nepal. É uma espécie bastante comum no sul da China e é vendido em mercados livres, junto com um cogumelo parecido, o A. manginiana.